# Joseph Kessels
Joseph Willem Marie (Joseph) Kessels (1952) is een Nederlands onderwijskundige en hoogleraar Human Resource Development aan de Universiteit Twente, bekend van zijn theorie over het ontwerpen van leerprocessen.

## Levensloop
Kessels volgde de kweekschool in Roermond, waar hij in 1972 afstudeerde. Naast zijn werk studeerde hij zeven jaar later in 1979 af in de andragologie aan de Universiteit van Amsterdam met als specialisatie volwasseneneducatie en organisatiekunde. In 1993 promoveerde hij aan de Universiteit Twente onder begeleiding van Tjeerd Plomp op het proefschrift "Towards design standards for curriculum consistency in corporate education" over onderwijsontwikkeling.
Na de kweekschool werkte Kessels eerst enige jaren als musicus. In 1975 werd hij ontwerper van educatieve programma’s en instructiefilms. Twee jaar later begon hij zijn eigen adviesbureau op het terrein van opleiding en Humanresourcesmanagement. Van 1995 tot 2000 was hij bijzonder hoogleraar bedrijfsopleidingen aan de Universiteit Leiden. In 2000 werd hij hoogleraar Human Resource Development aan de Universiteit Twente, en vanaf 2006 hier tevens decaan van de TSM Business School. Hij was verder gastdocent in onder ander Engeland, China en India. Vanaf mei 2011 is hij tevens hoogleraar Opleidingskundig leiderschap aan de Open Universiteit.
De Nederlandse Vereniging van HRD-professionals (NVO2) verleende hem de eerste Opleidingsonderscheiding. Van de Twentse studenten kreeg hij in 2000 de Universitaire Onderwijsprijs, en hij is benoemd als Advisor of the Korean Professional Management Academic Society.

## Werk
Kessels onderzoeksinteresse ligt op het gebied van leeromgeving, kennisproductiviteit, innovatie, sociaal kapitaal en de interactie hiertussen.

### Andragologie
Andragologie is volgens Kessels op de eerste plaats een interventie-wetenschap, die zich zou moeten richten op emancipatie. Hiermee bedoelt Kessels, dat interventies erop gericht dienen te zijn om deelnemers hun vermogen tot zelfsturing te laten ontwikkelen. De andragoog dient naast de technisch-rationele zaken, ook oog te hebben voor de sociale en relationele zaken. Twee zaken staan in de andragologie centraal:
"Het eerste is het leren van individuele volwassenen. Dat leren gebeurt altijd in betekenisvolle verbindingen, in groepen. Het social capital is een belangrijke factor en een voorwaarde om te leren. Het gaat om het individu dat betekenisvolle verbindingen aangaat met de omgeving. Het gaat om denken in de sociale samenhang.
Het tweede is andragologie als interventiewetenschap. De interventie moet zich richten op persoonlijke talentontwikkeling en moet dus gedefinieerd worden vanuit het subject. Kessels noemt als zwak punt van de theoretische andragologie tot nu toe, dat zij zich te veel met bespiegelingen bezig heeft gehouden en te weinig met het omzetten in handelingen. Voor dat laatste moeten uitgangspunten en een normatieve kader geëxpliciteerd worden..."

### Kennisproductiviteit
De term kennisproductiviteit is afkomstig van Kessels. Hij introduceerde dit begrip om zich af te zetten tegen de hype rond kennismanagement midden jaren 90, om te benadrukken dat kennis niet valt te managen.
Kessels was van mening dat "kennismanagement een anachronisme zal blijken te zijn". Het enige wat het management kan doen is het creëren van een stimulerende leeromgeving. Als leidraad voor de inrichting hiervan, ontwikkelde Kessels het zogenaamde "corporate curriculum".

## Publicaties
- 1987. Richtlijnen voor de praktijkbeoordeling. (Red.) Leiden: Spruyt, Van Mantgem & De Does
- 1989. Opleidingskunde: een bedrijfsgerichte benadering van leerprocessen. Met C.A. Smit. Deventer: Kluwer Bedrijfswetenschappen.
- 1991. Omgaan met lastige groepen. 's-Gravenhage: Delwel
- 1993. Towards design standards for curriculum consistency in corporate education. Proefschrift Enschede
- 1996. Succesvol ontwerpen: curriculumconsistentie in opleidingen. Deventer: Kluwer Bedrijfswetenschappen.
- 1998. Opleiders in organisaties: capita selecta: studenteneditie (1989-1997). Hoofdred. met C.A. Smit. Deventer: Kluwer BedrijfsInformatie
- 2001. Verleiden tot kennisproductiviteit. Inaugurele rede Universiteit Twente, Enschede.
- 2001. Human resource development: organiseren van het leren. Met Rob Poell (red.). Alphen aan den Rijn: Samsom

- Gemeinsame Normdatei: 1016255292
- International Standard Name Identifier: 0000 0000 4791 7095
- Library of Congress Control Number: n99015856
- NARCIS: PRS1238773
- Nederlandse Thesaurus van Auteursnamen: 074481029
- Système universitaire de documentation: 12705880X
- Virtual International Authority File: 6722437
- WorldCat: E39PBJdCrBJHCHqYgWF3x3KWXd